# Zygmunt Graliński
Zygmunt Graliński (ur. 29 września 1897 w Łęczycy, zm. 17 września 1940 na Atlantyku) – polski prawnik, adwokat, działacz ruchu ludowego, poseł na Sejm II kadencji w II RP, wiceminister spraw zagranicznych w Rządzie RP na uchodźstwie.

## Życiorys
Pochodził z rodziny inteligenckiej. Po ukończeniu gimnazjum w Charkowie (1916) studiował prawo na Uniwersytecie Warszawskim (1918–1922). W 1925 roku w Paryżu uzyskał stopień doktora praw. Po powrocie do kraju pracował w Ministerstwie Spraw Zagranicznych oraz wykładał prawo międzynarodowe publiczne na Wolnej Wszechnicy Polskiej w Warszawie.
Występował jako obrońca działaczy ludowych w procesach politycznych, m.in. w procesie brzeskim. Sam działał w Polskim Stronnictwie Ludowym „Wyzwolenie”, był prezesem zarządu powiatowego w Sokołowie Podlaskim i Siedlcach. W latach 1928–1930 pełnił mandat poselski. Po połączeniu partii ludowych wszedł w skład Rady Naczelnej Stronnictwa Ludowego (1931). Później był wiceprezesem Rady Naczelnej, członkiem Naczelnego Komitetu Wykonawczego oraz prezesem Zarządu Wojewódzkiego w Lublinie (od kwietnia 1934).
Po agresji III Rzeszy i ZSRR na Polskę na uchodźstwie. Przedostał się do Francji. Został powołany na stanowisko wiceministra spraw zagranicznych w rządzie RP na uchodźstwie Zabrał głos na grudniowej sesji Ligi Narodów w 1939 roku, w sprawie napaści ZSRR na Finlandię. Wyraził hołd i współczucie dla narodu fińskiego w imieniu rządu Rzeczypospolitej, oraz zaapelował o pomoc dla niej. Z przemówienia usunięto wszelkie aluzje antyniemieckie (Garlińskiemu zabroniono wręcz wszelkich aluzji na temat agresji Niemiec na Polskę we wrześniu 1939 roku czy współpracy Hitlera ze Stalinem). Następnie mianowany pełnomocnikiem rządu w Kanadzie. W drodze do Ottawy zginął na statku „City of Benares” storpedowanym przez niemiecki okręt podwodny U-48.